# Залегощенський район
Залегощенський район (рос. Залегощенский район) — муніципальне утворення у Орловській області.

## Адміністративний устрій
- Залегощенське міське поселення
- Бортновське сільське поселення
- Верхньоскворченське сільське поселення
- Грачовське сільське поселення
- Золотарьовське сільське поселення
- Красненське сільське поселення
- Ломовське сільське поселення
- Моховське сільське поселення
- Нижньозалегощенське сільське поселення
- Октябрське сільське поселення(інші мови)
- Прилепське сільське поселення